# Sailly-au-Bois
Pour les articles homonymes, voir Sailly.
Sailly-au-Bois [saji o bwa] est une commune française située dans le département du Pas-de-Calais en région Hauts-de-France. Ses habitants sont appelés les Saillysiens. La commune est membre de la communauté de communes du Sud-Artois.

## Géographie

### Localisation
Localisée dans le sud-est du département du Pas-de-Calais et limitrophe du département de la Somme, Sailly-au-Bois est une commune rurale située, à vol d'oiseau, à 18 km à l'ouest de la commune de Bapaume et à 23 km au sud-ouest de la commune d’Arras (aire d'attraction, chef-lieu d'arrondissement et préfecture du Pas-de-Calais).
Le territoire de la commune est limitrophe de ceux de sept communes, dont cinq, Colincamps, Courcelles-au-Bois, Coigneux, Bertrancourt et Bayencourt, dans le département de la Somme .
Les communes limitrophes sont Foncquevillers, Hébuterne, Bayencourt, Bertrancourt, Coigneux, Colincamps et Courcelles-au-Bois.

### Géologie et relief
La superficie de la commune est de 9,28 km2 ; son altitude varie de 113  à   156 mètres.

### Hydrographie
La commune, située dans le bassin Artois-Picardie, n'est, selon le Service d'administration nationale des données et référentiels sur l'eau (Sandre), drainée par aucun cours d'eau,.

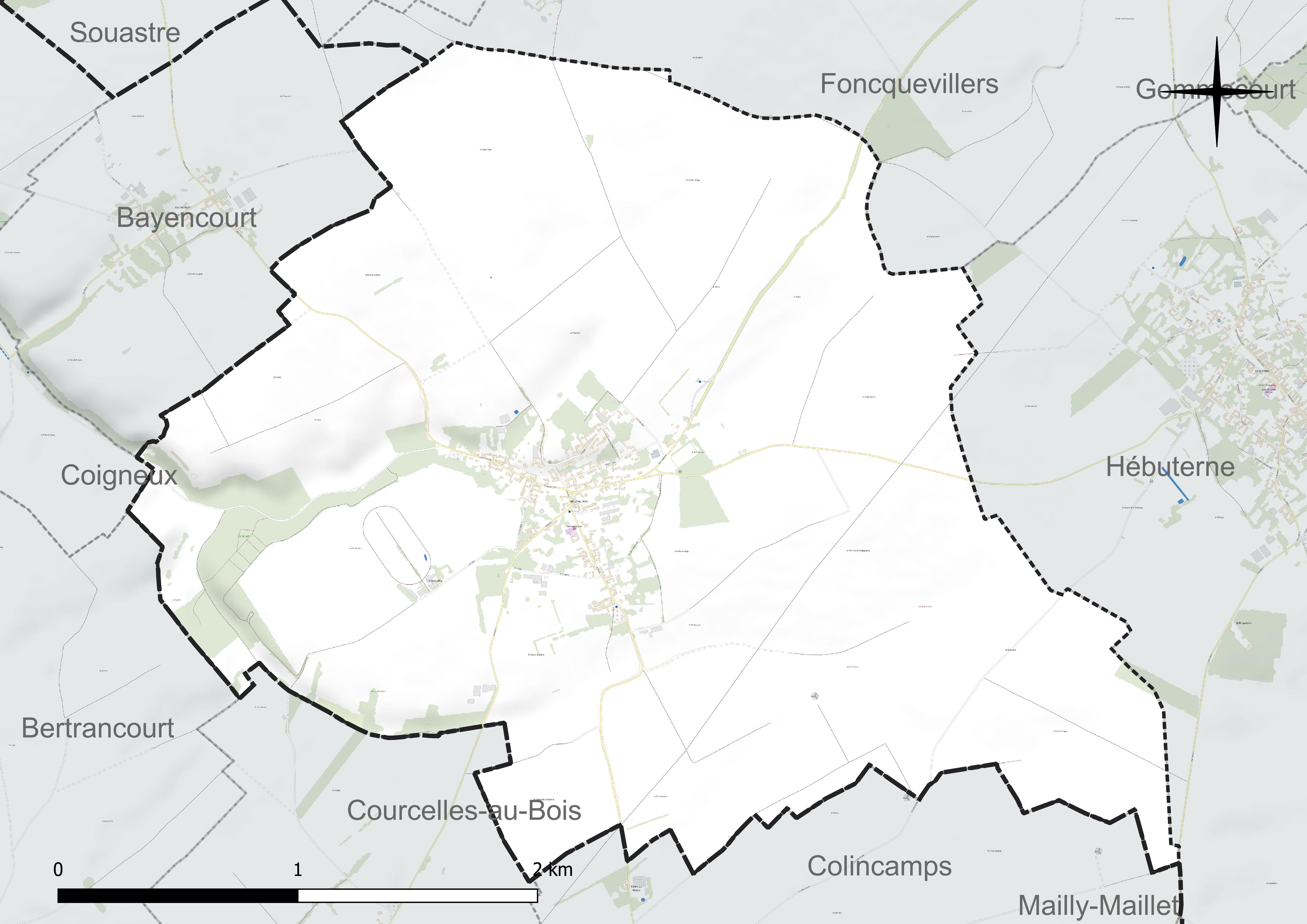
Réseau hydrographique de Sailly-au-Bois.

### Climat
Pour des articles plus généraux, voir Climat des Hauts-de-France et Climat du Nord-Pas-de-Calais.
En 2010, le climat de la commune est de type climat océanique dégradé des plaines du Centre et du Nord, selon une étude du Centre national de la recherche scientifique (CNRS) s'appuyant sur une série de données couvrant la période 1971-2000. En 2020, Météo-France publie une typologie des climats de la France métropolitaine dans laquelle la commune est exposée à un climat océanique et est dans la région climatique Nord-est du bassin Parisien, caractérisée par un ensoleillement médiocre, une pluviométrie moyenne régulièrement répartie au cours de l'année et un hiver froid (3 °C).
Pour la période 1971-2000, la température annuelle moyenne est de 10 °C, avec une amplitude thermique annuelle de 14,3 °C. Le cumul annuel moyen de précipitations est de 844 mm, avec 12,9 jours de précipitations en janvier et 9,5 jours en juillet. Pour la période 1991-2020, la température moyenne annuelle observée sur la station météorologique la plus proche, située sur la commune de Saulty à 11 km à vol d'oiseau, est de 10,4 °C et le cumul annuel moyen de précipitations est de 899,7 mm,. Pour l'avenir, les paramètres climatiques de la commune estimés pour 2050 selon différents scénarios d'émission de gaz à effet de serre sont consultables sur un site dédié publié par Météo-France en novembre 2022.

### Paysages
Pour un article plus général, voir Paysage en France.
La commune est située dans le paysage régional des grands plateaux artésiens et cambrésiens tel que défini dans l'atlas des paysages de la région Nord-Pas-de-Calais, conçu par la direction régionale de l'Environnement, de l'Aménagement et du Logement (DREAL),. Ce paysage régional, qui concerne 238 communes, est dominé par les « grandes cultures » de céréales et de betteraves industrielles qui représentent 70 % de la surface agricole utilisée (SAU).

### Milieux naturels et biodiversité
L’Inventaire national du patrimoine naturel (INPN) recense plusieurs espèces faunistiques et floristiques sur le territoire de la commune dont certaines sont protégées et d’autres menacées et quasi-menacées.

## Urbanisme

### Typologie
Au 1er janvier 2024, Sailly-au-Bois est catégorisée commune rurale à habitat dispersé, selon la nouvelle grille communale de densité à sept niveaux définie par l'Insee en 2022.
Elle est située hors unité urbaine. Par ailleurs la commune fait partie de l'aire d'attraction d'Arras, dont elle est une commune de la couronne,. Cette aire, qui regroupe 163 communes, est catégorisée dans les aires de 50 000 à moins de 200 000 habitants,.

### Occupation des sols
L'occupation des sols de la commune, telle qu'elle ressort de la base de données européenne d'occupation biophysique des sols Corine Land Cover (CLC), est marquée par l'importance des territoires agricoles (95,3 % en 2018), une proportion identique à celle de 1990 (95,3 %). La répartition détaillée en 2018 est la suivante : 
terres arables (91,6 %), zones urbanisées (4,7 %), zones agricoles hétérogènes (3,8 %). L'évolution de l'occupation des sols de la commune et de ses infrastructures peut être observée sur les différentes représentations cartographiques du territoire : la carte de Cassini (XVIIIe siècle), la carte d'état-major (1820-1866) et les cartes ou photos aériennes de l'IGN pour la période actuelle (1950 à aujourd'hui).

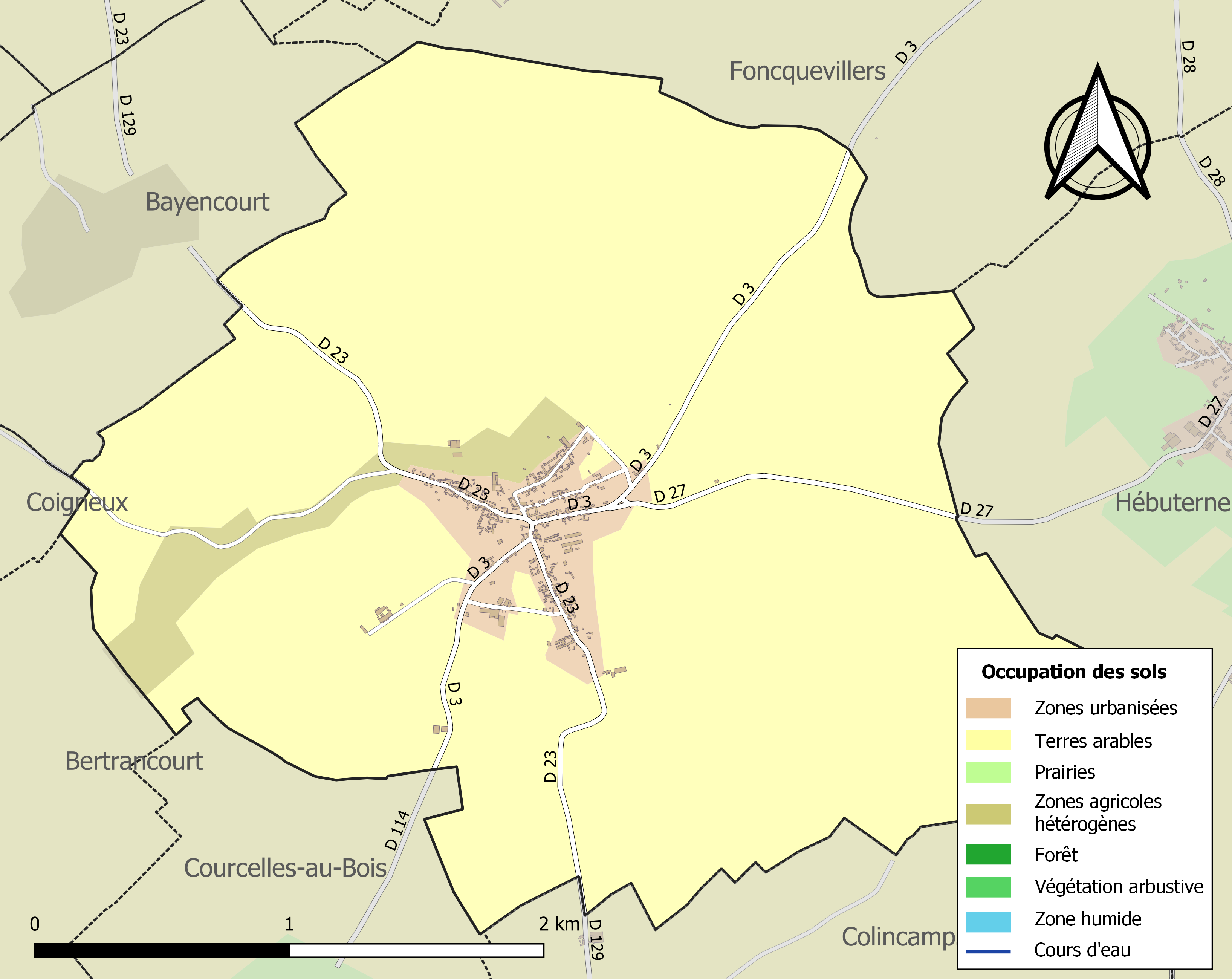
Carte des infrastructures et de l'occupation des sols de la commune en 2018 (CLC).

## Toponymie
Le nom de la localité est attesté sous les formes Saliacum cum Theobita silva en 674 ; Salciacum en 765 ; Salti en 1135 ; Saltis en 1140 ; Salli vers 1150 ; Salgi de 1159 à 1168 ; Silli en 1186 ; Sailly in Nemore au XIIe siècle ; Sailliacum en 1200 ; Sailli in Bosco, Salliacum in Boscho en 1257 ; Sailliachum, Sailli au XIIIe siècle ; Sali ou Bos en 1308 ; Sailly ou Bos au XIVe siècle ; Sailliacum in Bosco en 1431 ; Sailly-au-Bois en 1759 ; Sailly au Bois en 1793 et Sailly-au-Bois depuis 1801.
Le nom de Sailly (attestation  Saliacum, en 674) proviendrait d'un nom d'homme gallo-romain, Salius, et du suffixe -acum, latinisation du suffixe gaulois -*acon. Il s'agit donc probablement d'une propriété rurale d'origine gallo-romaine, ou à la rigueur de l'Antiquité tardive.
Ce nom composé forme en réalité un pléonasme, puisque Sailly vient de saltus qui signifie bois ; mais cette redondance de mots devint nécessaire pour ne pas confondre ce village avec les autres paroisses d'Artois qui ont la même dénomination.
Sailly-au-Bois cède en 1849, avec la commune de Mailly-Maillet, une partie de son territoire, sur l'ancienne frontière de Picardie en limite du Pas-de-Calais, qui donne naissance à la commune de Colincamps dans le département de la Somme. Colincamps est un ancien hameau de Sailly-au-Bois.

## Histoire
Sailly-au-Bois était divisée en deux sections, séparées par le ruisseau qui le traverse et qui va se jeter dans l'Authie : sur la rive gauche se trouvait l'ancienne paroisse avec la plus grande partie du village appartenant à la Picardie ; la rive droite qui était sur l'Artois, comprenait la nouvelle paroisse, le château et le bois.
L'église paroissiale de Sailly était donc originairement sur la Picardie, et s'appelait aussi église d'en haut ; ce n'était guère qu'une grande chapelle, dédiée à la Vierge, et placée au milieu du cimetière : aussi a-t-elle servi de sépulture aux seigneurs de l'endroit. Cette chapelle qui avait déjà le titre de cure en 1362, existe encore aujourd'hui.
La translation de la paroisse à l'église d'en bas, dédiée à saint Jean-Baptiste, remonte au temps de la domination espagnole : à cette époque, les seigneurs de Sailly, trouvant plus commode de ne pas sortir de leur province pour aller à l'office divin, firent ériger la chapelle du château en cure qui était à la nomination du chapitre d'Arras. La tour actuelle porte le millésime de 1749, date de son érection. Quant à l'église, elle fut reconstruite en 1778 et n'eut pas trop à souffrir des excès qui désolèrent la fin du dernier siècle.
La seigneurie de ce village dépendait de la châtellenie de Pas : en 1243, nous voyons le sire Baudouin de Sailly in bosco donner à Saint-Vaast cinquante mencaudées de terre, et confirmer trente ans plus tard, un arrangement conclu entre le chapitre d'Arras et Simon, seigneur de Saint-Amand. Son successeur assistait comme pair aux plaids du comte, en 1285. Cette terre qui avait le titre de baronnie, passa par mariage dans la famille de Saveuse au XVe siècle, et arriva définitivement à la famille de Belleforière, dont est sorti le comte Jean-Maximilien-François de Belleforière, colonel d'infanterie, qui fit placer en 1705 dans l'église de Sailly-au-Bois un marbre noir à la mémoire de ses ancêtres qui y étaient inhumés.
Il paraît qu'en 1748 cette seigneurie était en litige entre les familles de Belleforière et de Créquy-Frohen, mais elle resta à la première de ces deux maisons (Recueils du P. Ignace, t.II, f. 106).
Le château de Sailly, situé près de la nouvelle église, était autrefois une forteresse dont il est resté longtemps des traces de fossés ou retranchements (Titres d'Artois, p. 317, Archives de Lille). Il était contigu à une forêt, près de laquelle un combat s'est livré au XVIIe siècle et qu'on nomme encore Bois de Bataille en souvenir des expéditions militaires dont elle fut le témoin. Le soir de la bataille de Bapaume (3 janvier 1871), Sailly-au-Bois fut envahie par un détachement de cavalerie prussienne qui y passa la nuit.
Deux hameaux dépendent de Sailly-au-Bois : Muternoy et Colincamps.
Muternoy est une cense qui fut rebâtie en 1724 par les Brigittines d'Arras, à qui elle avait été vendue à la fin du XVIIe siècle. C'était une dépendance de la châtellenie de Pas.
Colincamps, sur l'ancienne frontière de Picardie, est une terre que Marie de Habarcq, morte en 1570, avait apportée en mariage à Gilles de Lens.
D'après l'historien français Auguste de Loisne : « Sailly-au-Bois, en 1789, faisait partie de la gouvernance d'Arras et suivait la coutume d'Artois. Son église paroissiale, diocèse d'Arras, doyenné de Pas, district de Monchy-au-Bois, était consacrée à la Décollation de saint Jean-Baptiste ; le chapitre d’Arras présentait à la cure. »
La commune est décorée de la croix de guerre 1914-1918 par décret du 23 septembre 1920, distinction également attribuée à 276 autres communes du Pas-de-Calais.

## Politique et administration

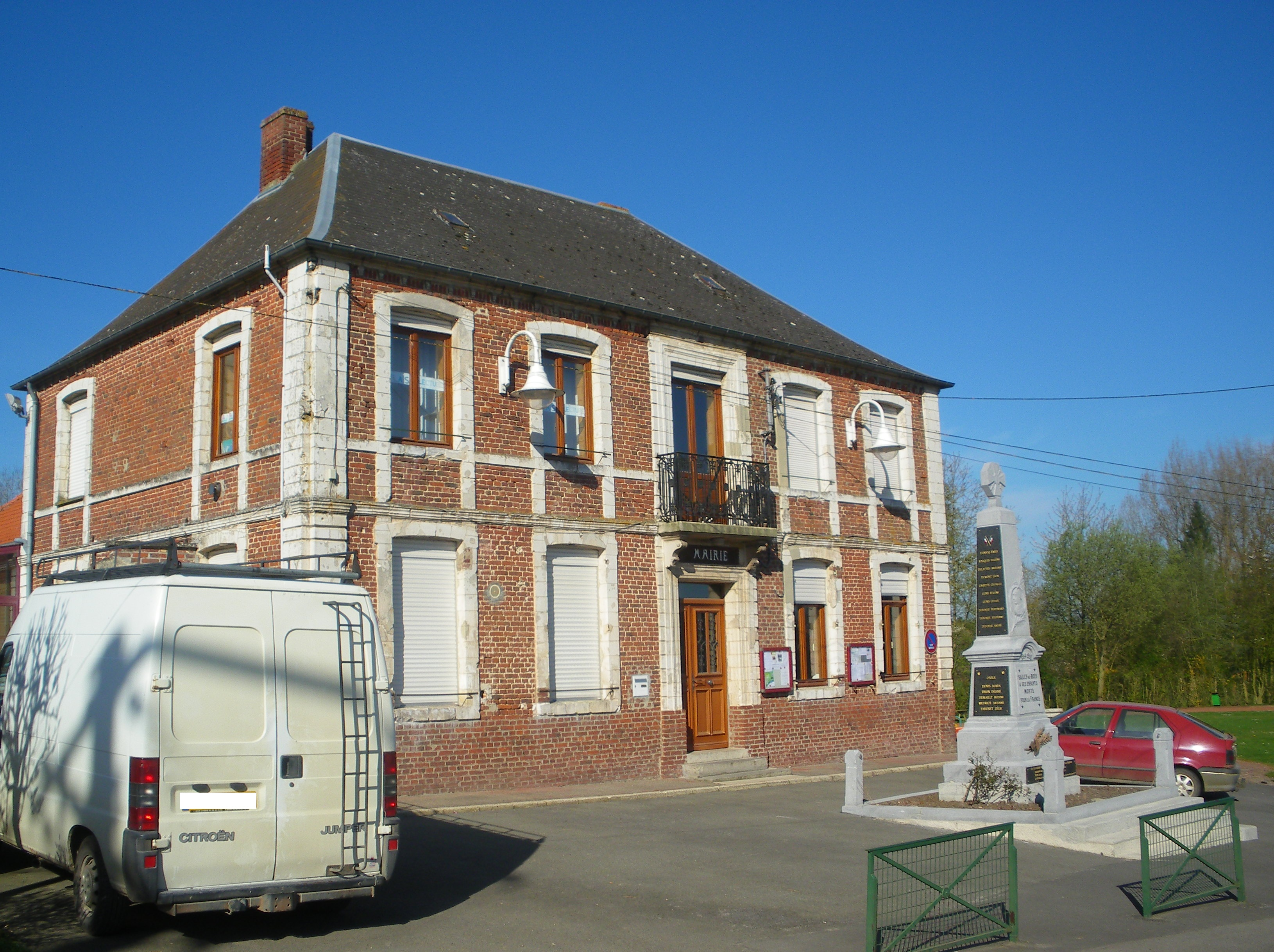
La mairie.

### Découpage territorial
La commune se trouve dans l'arrondissement d'Arras du département du Pas-de-Calais.

#### Commune et intercommunalités
Le 1er janvier 2017, la commune quitte la Communauté de communes des Deux Sources pour intégrer la Communauté de communes du Sud-Artois. Cette communauté de communes du Sud-Artois regroupe 64 communes et totalise 27 059 habitants en 2021.

#### Circonscriptions administratives
La commune est rattachée au canton d'Avesnes-le-Comte.

#### Circonscriptions électorales
Pour l'élection des députés, la commune fait partie de la première circonscription du Pas-de-Calais.

### Élections municipales et communautaires

#### Liste des maires
| Période                                  | Période                     | Identité                           | Étiquette | Qualité                                                                        |
| ---------------------------------------- | --------------------------- | ---------------------------------- | --------- | ------------------------------------------------------------------------------ |
| Les données manquantes sont à compléter. |                             |                                    |           |                                                                                |
| an X                                     |                             | Jean-Baptiste Masclef              |           |                                                                                |
| 1868                                     |                             | Pierre Alexandre Demailly          |           |                                                                                |
| 1871                                     | 1877                        | Pierre Augustin Leducq             |           |                                                                                |
| 1877                                     | 1881                        | Jules Auguste Eugène Demailly      |           |                                                                                |
| 1881                                     | 1896                        | Georges François Drevelle          |           |                                                                                |
| 1896                                     | 1908                        | Jules Pierre Joseph François Patte |           |                                                                                |
| 1908                                     | 1912                        | Séraphin Henri Danteuille          |           |                                                                                |
| 1912                                     | 1929                        | Louis Joseph François Graire       |           |                                                                                |
| 1929                                     | 1945                        | Jean-Baptiste Sauty                |           |                                                                                |
| Les données manquantes sont à compléter. |                             |                                    |           |                                                                                |
| mars 2001                                | 2004                        | Julien Margage                     |           |                                                                                |
| 2004                                     | mars 2014                   | Yves Pinson                        |           |                                                                                |
| mars 2014                                | En cours (au 1er juin 2020) | Georgette Andrieu Mikolajczak      |           | Enseignante et secrétaire de mairie retraitée, Réélue pour le mandat 2020-2026 |

## Population et société

### Démographie
Les habitants sont appelés les Saillysiens.

#### Évolution démographique
L'évolution du nombre d'habitants est connue à travers les recensements de la population effectués dans la commune depuis 1793. Pour les communes de moins de 10 000 habitants, une enquête de recensement portant sur toute la population est réalisée tous les cinq ans, les populations de référence des années intermédiaires étant quant à elles estimées par interpolation ou extrapolation. Pour la commune, le premier recensement exhaustif entrant dans le cadre du nouveau dispositif a été réalisé en 2006.

En 2022, la commune comptait 287 habitants, en évolution de −6,51 % par rapport à 2016 (Pas-de-Calais : −0,72 %, France hors Mayotte : +2,11 %).
| 1793 | 1800 | 1806 | 1821 | 1831 | 1836 | 1841 | 1846 | 1851 |
| ---- | ---- | ---- | ---- | ---- | ---- | ---- | ---- | ---- |
| 759  | 626  | 650  | 850  | 904  | 942  | 983  | 988  | 907  |

| 1856 | 1861 | 1866 | 1872 | 1876 | 1881 | 1886 | 1891 | 1896 |
| ---- | ---- | ---- | ---- | ---- | ---- | ---- | ---- | ---- |
| 913  | 944  | 909  | 896  | 843  | 802  | 771  | 734  | 644  |

| 1901 | 1906 | 1911 | 1921 | 1926 | 1931 | 1936 | 1946 | 1954 |
| ---- | ---- | ---- | ---- | ---- | ---- | ---- | ---- | ---- |
| 579  | 598  | 586  | 355  | 379  | 380  | 376  | 373  | 346  |

| 1962 | 1968 | 1975 | 1982 | 1990 | 1999 | 2006 | 2011 | 2016 |
| ---- | ---- | ---- | ---- | ---- | ---- | ---- | ---- | ---- |
| 361  | 334  | 316  | 293  | 302  | 265  | 268  | 288  | 307  |

| 2021 | 2022 | - | - | - | - | - | - | - |
| ---- | ---- | - | - | - | - | - | - | - |
| 294  | 287  | - | - | - | - | - | - | - |

#### Pyramide des âges
La population de la commune est relativement jeune.
En 2018, le taux de personnes d'un âge inférieur à 30 ans s'élève à 37,3 %, soit au-dessus de la moyenne départementale (36,7 %). À l'inverse, le taux de personnes d'âge supérieur à 60 ans est de 26,0 % la même année, alors qu'il est de 24,9 % au niveau départemental.
En 2018, la commune comptait 151 hommes pour 157 femmes, soit un taux de 50,97 % de femmes, légèrement inférieur au taux départemental (51,50 %).
Les pyramides des âges de la commune et du département s'établissent comme suit.
| Hommes | Classe d’âge | Femmes |
| ------ | ------------ | ------ |
| 0,0    | 90 ou +      | 1,3    |
| 8,0    | 75-89 ans    | 12,3   |
| 15,4   | 60-74 ans    | 14,9   |
| 19,9   | 45-59 ans    | 18,0   |
| 17,8   | 30-44 ans    | 17,8   |
| 13,2   | 15-29 ans    | 11,5   |
| 25,6   | 0-14 ans     | 24,2   |

| Hommes | Classe d’âge | Femmes |
| ------ | ------------ | ------ |
| 0,5    | 90 ou +      | 1,6    |
| 5,6    | 75-89 ans    | 8,9    |
| 16,7   | 60-74 ans    | 18,1   |
| 20,2   | 45-59 ans    | 19,2   |
| 18,9   | 30-44 ans    | 18,1   |
| 18,2   | 15-29 ans    | 16,2   |
| 19,9   | 0-14 ans     | 17,9   |

## Culture locale et patrimoine

### Lieux et monuments

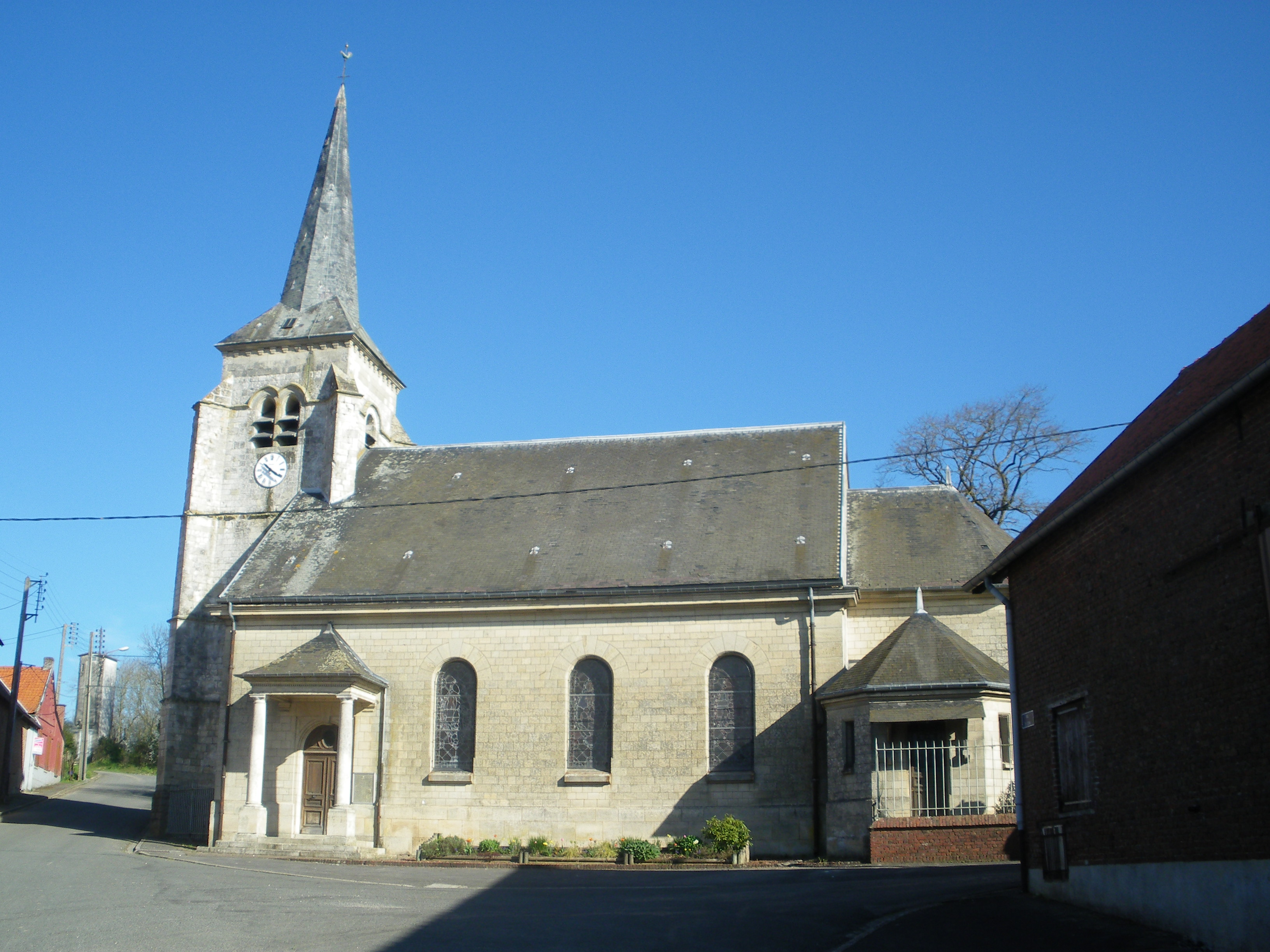
L'église Saint-Jean-Baptiste.
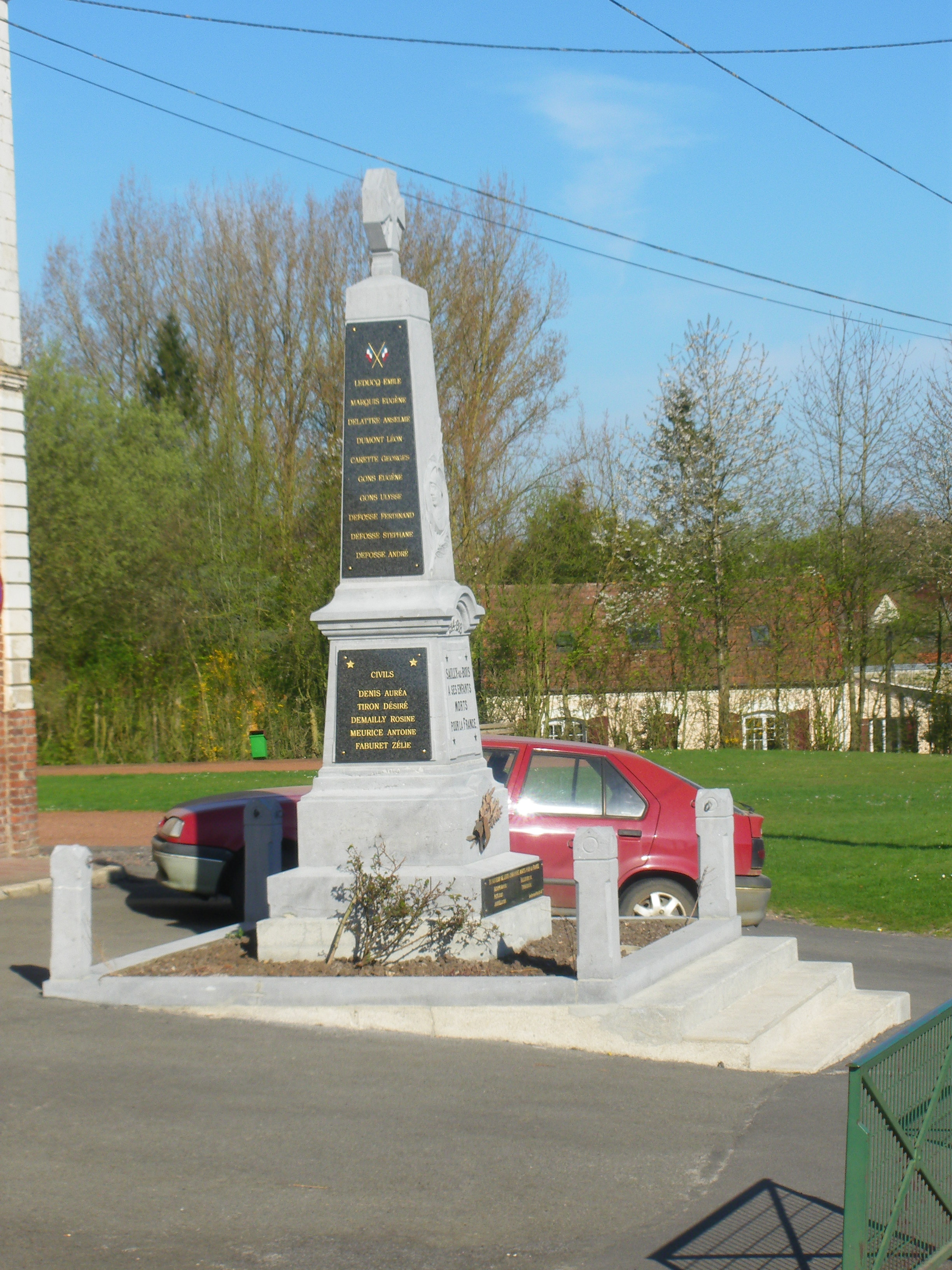
Le monument aux morts, surmonté d'une croix de guerre[32].
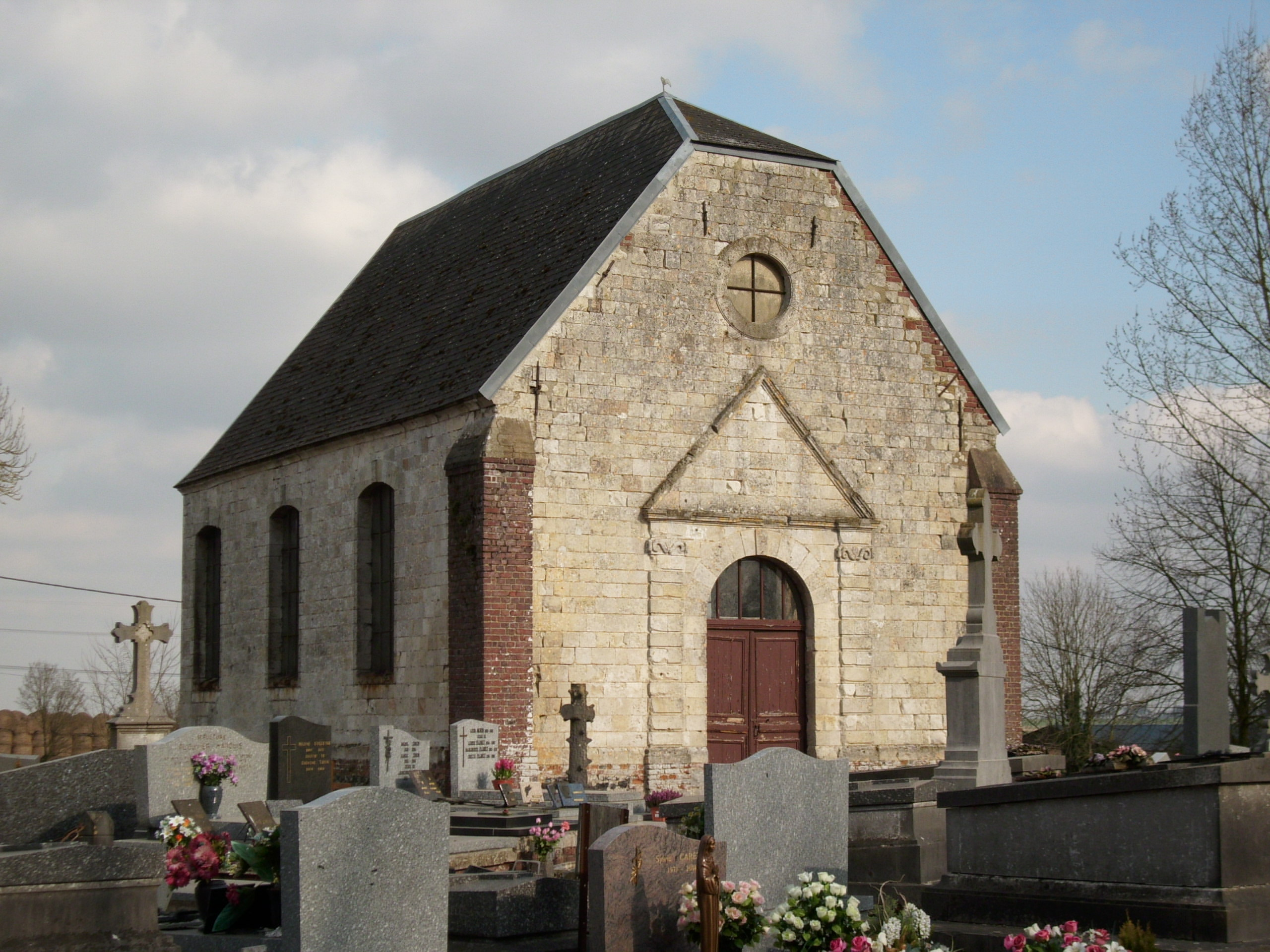
La chapelle du cimetière.
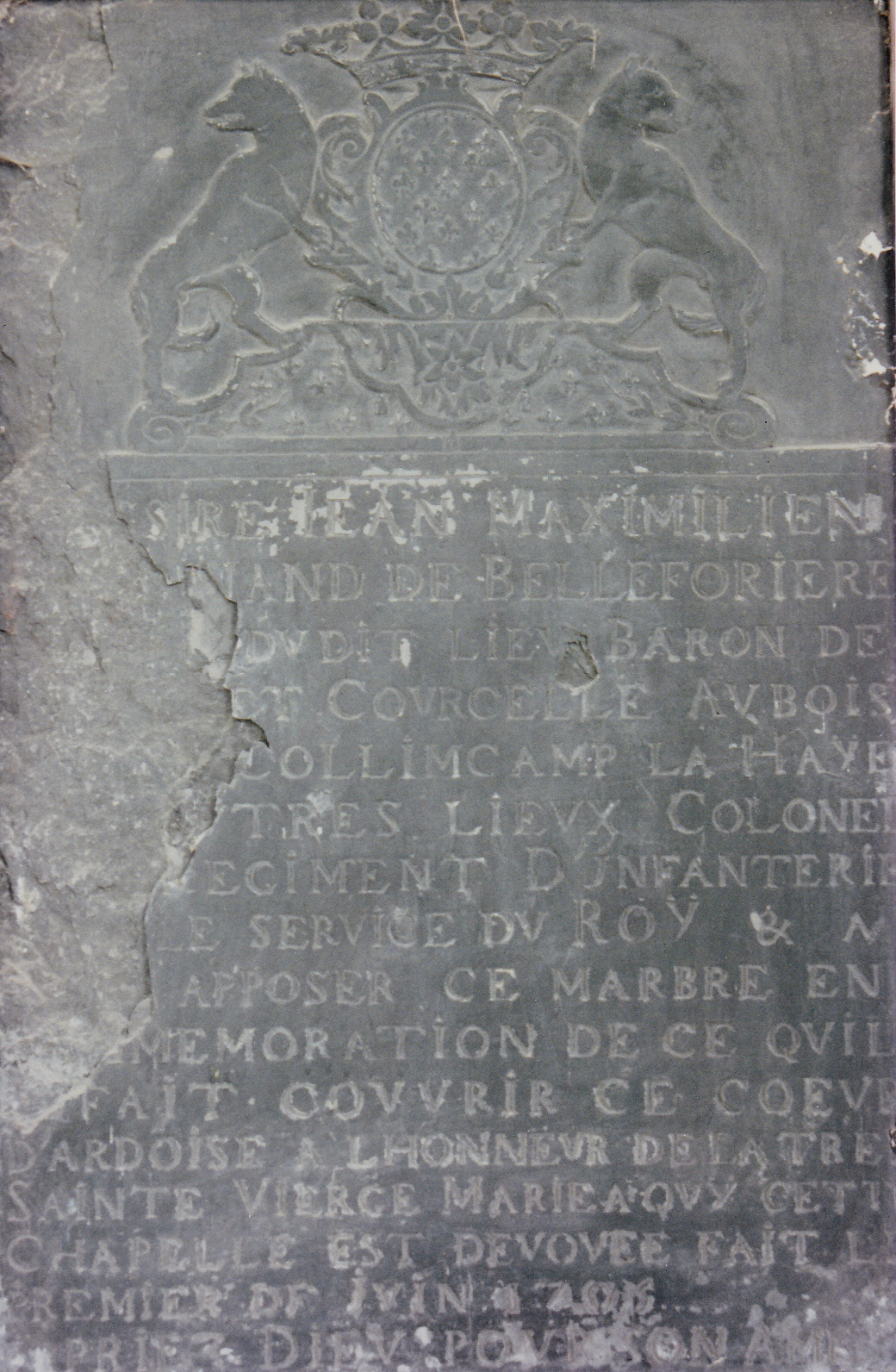
Le marbre bleu dans la chapelle.

- L'église Saint-Jean-Baptiste.
- Le monument aux morts.
- La chapelle du cimetière.
- Le marbre bleu dans la chapelle.

### Héraldique
| Blason de Sailly-au-Bois | Blason  | De sable semé de fleur de lis d'or, à l'écusson d'argent chargé d'un arbre de sinople, brochant sur le tout. Ornements extérieursCroix de guerre 1914-1918 |
| Blason de Sailly-au-Bois | Détails | Le statut officiel du blason reste à déterminer. |

## Pour approfondir

#### Bases de données, dictionnaires et encyclopédies
- Ressources relatives à la géographie :   - Insee (communes)
  - Ldh/EHESS/Cassini
- Ressource relative à plusieurs domaines :   - Annuaire du service public français
- Notices d'autorité :   - BnF (données)